# Puffinus spelaeus
La pardela de Scarlett (Puffinus spelaeus) es una especie extinta de ave procelariforme de la familia Procellariidae. Su nombre común conmemora al paleontólogo neozelandés Ron Scarlett.
Esta especie se conoce a partir de huesos subfósiles encontrados en cuevas del oeste y noroeste de la isla Sur de Nueva Zelanda en 1991. Probablemente se extinguieron a causa de la introducción en las islas de Nueva Zelanda de la rata polinesia (Rattus exulans) por parte de los polinesios hace menos de 1000 años.